# Route nationale 90 (Suède)
Pour les articles homonymes, voir Route nationale 90.
La route nationale 90 (en suédois : Riksväg 90) est une route nationale entre Utansjö et Vilhelmina en Suède,.

## Présentation
La route nationale 90 traverse le comté de Västernorrland et le comté de Västerbotten.
La route nationale 90 bifurque de la route européenne 4 à environ 20 kilomètres au nord de Härnösand, près du pont de Höga Kusten.
Puis elle s'étend vers le nord en longeant de la rivière Ångermanälven. 
Ensuite elle traverse les villes de Kramfors et Sollefteå. 
Plus au nord, la route traverse des zones légèrement vallonnées avec des prairies et de nombreuses forêts.
La route passe par Junsele et Åsele, après quoi la route se termine à environ 25 kilomètres au sud de Vilhelmina en rencontrant la route européenne 45.
La longueur de la route est de 244 kilomètres.

## Tracé
| Km     | Lieu            | Carte interactive |
| ------ | --------------- | ----------------- |
| 0 km   | Utansjö         |                   |
| 7 km   | Ramvik          |                   |
| 15 km  | Lunde           |                   |
| 18 km  | Frånö           |                   |
| 23 km  | Kramfors        |                   |
| 32 km  | Bollstabruk     |                   |
| 41 km  | Kyrkdal (sv)    |                   |
| 63 km  | Sollefteå       |                   |
| 78 km  | Forsmo (sv)     |                   |
| 106 km | Näsåker         |                   |
| 138 km | Junsele         |                   |
| 205 km | Åsele           |                   |
| 248 km | Meselefors (sv) |                   |

## Galerie

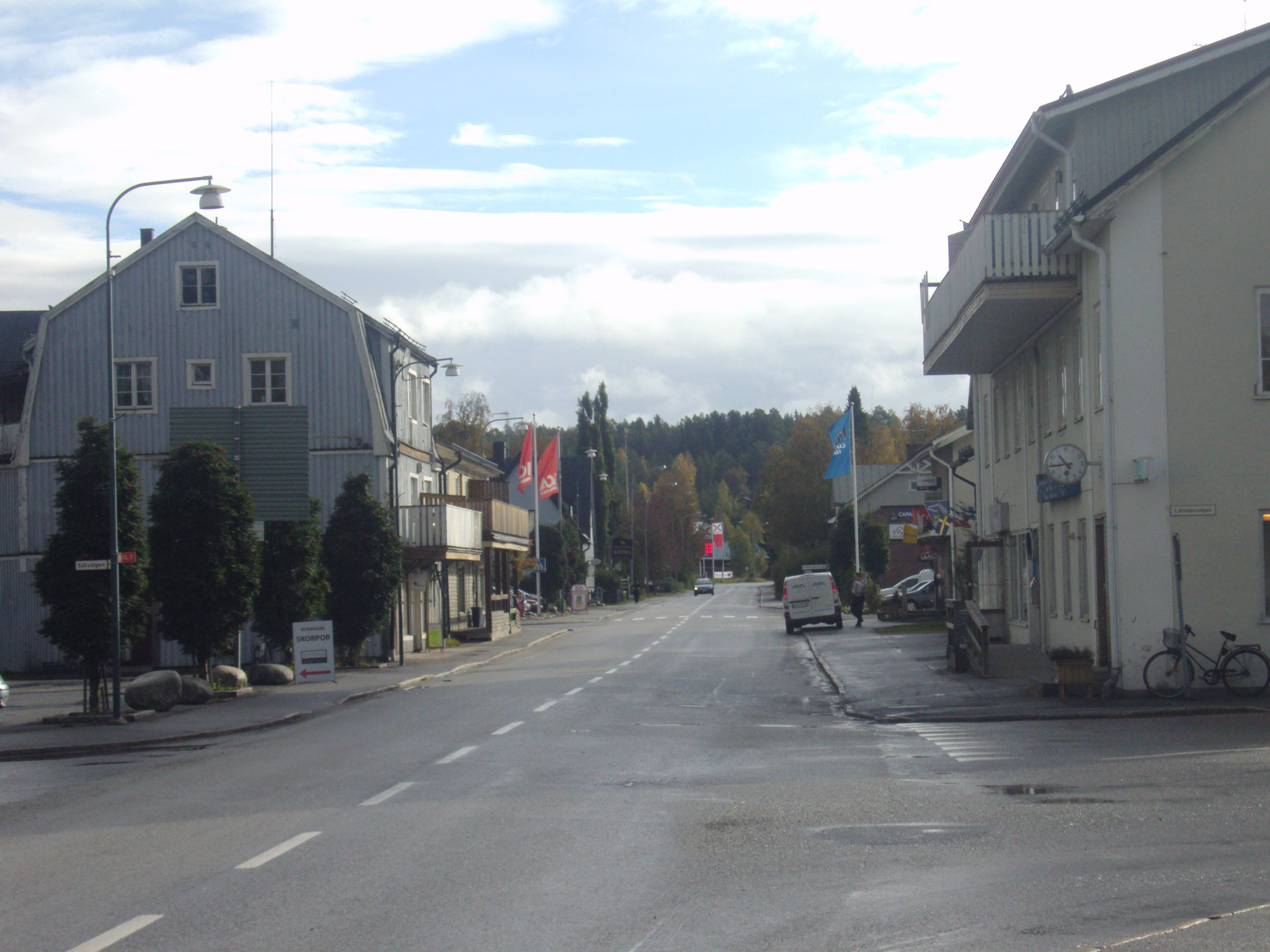
La route 90 à Junsele.
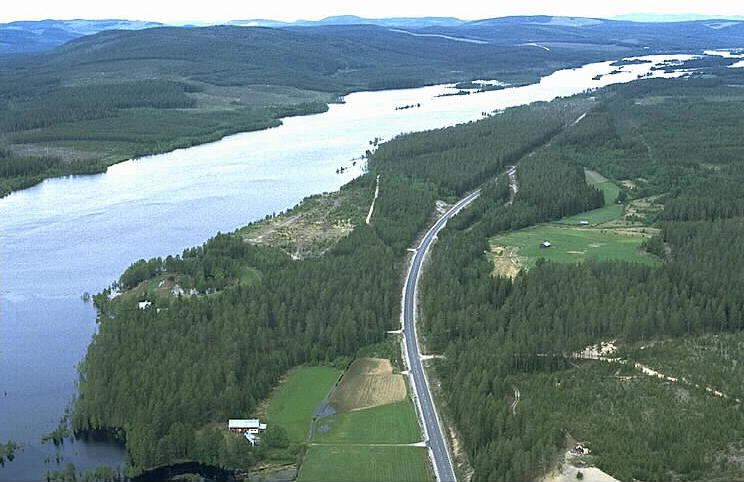
La route 90 à Åsele.
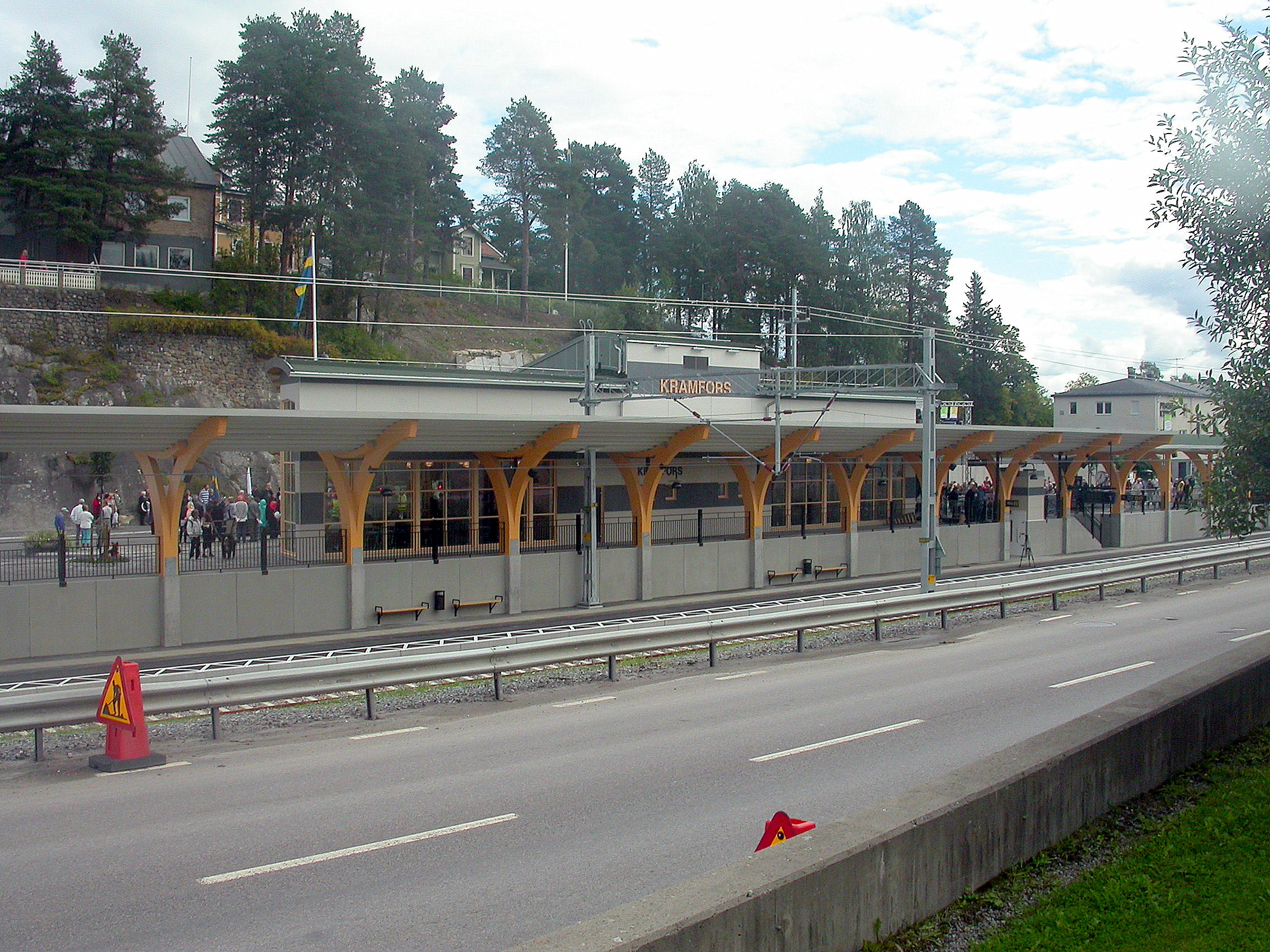
La route 90 devant la gare de Kramfors.